# Graphics processing unit

Az OpenGL és a Linux kernel kapcsolata, ill. a valós idejű képkialakítás vázlata

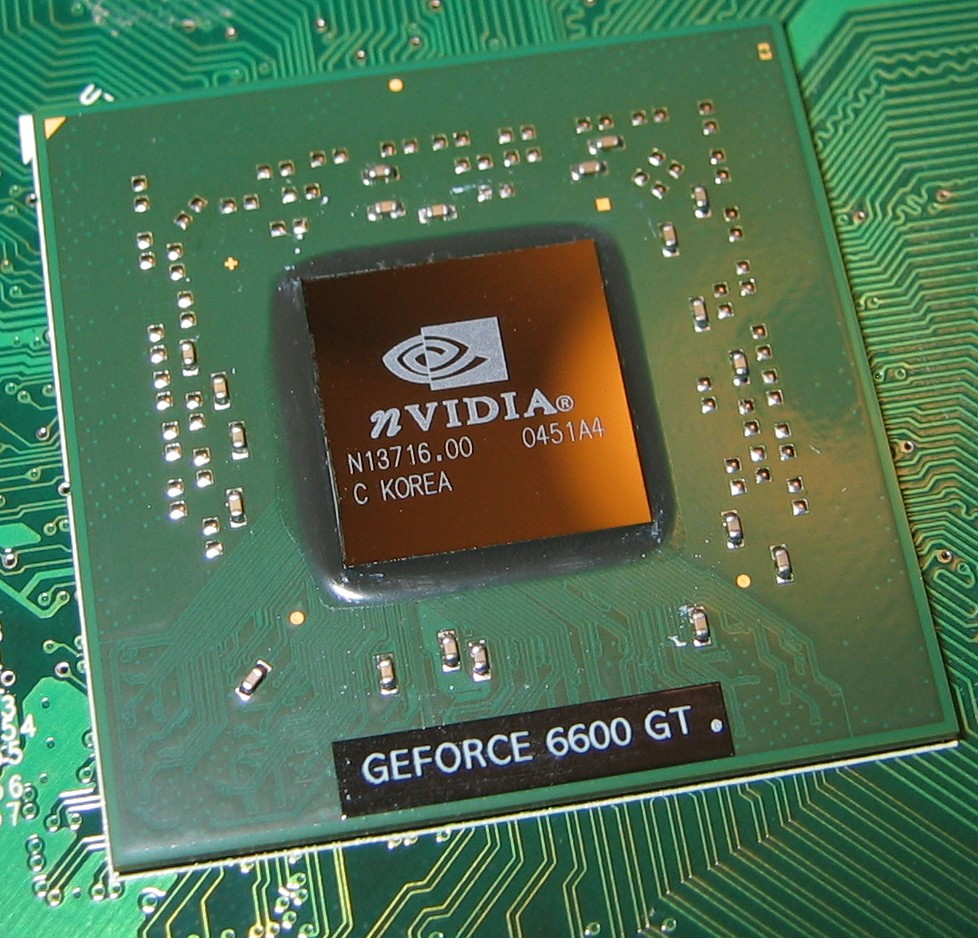
GeForce 6600GT (NV43) GPU

A graphics processing unit (röviden GPU) magyarul grafikai processzor; a grafikus vezérlőkártya központi egysége, amely az összetett grafikus műveletek elvégzéséért felelős. A GPU feladata a grafikák létrehozásával és megjelenítésével közvetlenül kapcsolatba hozható magas szintű feladatok átvétele a CPU-tól, hogy annak számítási kapacitása más műveletek elvégzésére legyen felhasználható.
A modern GPU-k 2D és 3D műveletek elvégzésére egyaránt alkalmasak, számítási teljesítményük akár a CPU-k ötvenszeresét (1 teraflops) is meghaladhatja, de utóbbival szemben csak műveletek szűk körét tudják elvégezni.
Manapság két vezető gyártó van a piacon, az nVIDIA és az ATI céget felvásárló AMD. A harcok időről időre folynak a két gyártó között, van, amikor az egyik és van amikor a másik cég kerül lépéselőnybe a vetélytárssal szemben.

## A GPU funkciói
- videókódolás

Manapság már olyan feladatokat is át tud venni a CPU-tól, amit korábban nem, így befogható videókódolásra is a videókártya, bár még nem sok program használja ki. Ez azért jó, mivel más a felépítése, mint a CPU-nak és sokkal gyorsabban elvégzi a videókódolást. Az AMD a Stream technológiát, az nVIDIA a CUDA technológiát használja videókódolásra.
- hagyományos kétdimenziós megjelenítések
- háromdimenziós játékok és renderelés
- (speciális esetekben a GPU extrém nagy számolási teljesítménye folytán különböző algoritmusok futtatására)

## A GPU felépítése
Az eddigi GPU-k közös jellemzője volt, hogy az egyes részfeladatokat specializált egységek hajtották végre; kialakult a jól ismert vertex shader, pixel shader, ROP felépítés, aminek legnagyszerűbb példája a GeForce 7 sorozat, melyet nyugodtan nevezhetünk tupírozott GeForce 6-nak is, hiszen technikailag szinte egyforma a két széria.